# Université pour étrangers de Reggio de Calabre
L'université pour étrangers de Reggio de Calabre (en italien : Università per stranieri Dante Alighieri di Reggio Calabria) est une université italienne pour étrangers située à Reggio de Calabre. Le siège de cette université privée est situé dans le centre-ville en Via del Torrione, à proximité du Castello Aragonese et du musée archéologique de Reggio de Calabre, qui abrite les célèbres Bronzes de Riace.

## Histoire
L'Université pour Étrangers "Dante Alighieri" de Reggio Calabria est une institution académique significative depuis plus de 40 ans, fondée en 1984 dans le but de promouvoir la connaissance de la langue et de la culture italiennes. En 2007, elle a reçu la reconnaissance officielle du Ministère de l'Université et de la Recherche, renforçant ainsi son rôle éducatif et culturel.
Dante Alighieri est l'une des trois Universités pour Étrangers en Italie, aux côtés de l'Université pour étrangers de Pérouse et de l'université pour étrangers de Sienne, et est la seule située dans le Sud de l'Italie. Sa mission principale était à l'origine de promouvoir la culture italienne, avec un accent particulier sur sa relation avec les pays du bassin méditerranéen.
Aujourd'hui, à travers ses activités d'enseignement et de recherche, l'université se consacre à la compréhension des institutions politiques, sociales et économiques de l'Italie et de l'Europe, tout en favorisant une plus grande intégration entre l'Europe et les pays méditerranéens sur le plan culturel, économique, juridique et politique.
Le slogan de l'université, "Un pont pour l'histoire et la culture du Méditerranée", résume sa mission de créer un dialogue interculturel entre l'Italie et les pays méditerranéens. Depuis des décennies, l'Université Dante Alighieri a accueilli des centaines d'étudiants du monde entier, servant de point de convergence pour ceux qui souhaitent s'immerger dans la langue et la culture italiennes.

## Organisation

### Facultés
L'université est divisée en deux facultés :
- Faculté des Sciences de l'Éducation[4]
- Faculté des Sciences Sociales et des Études Méditerranéennes

Et un centre de recherche sur la Méditerranée.

### Études méditerranéennes
Le Centre de Recherche sur les Relations Méditerranéennes (MEDAlics) a été créé à l'Université Dante Alighieri pour Étrangers en 2010, résultant de l'objectif du Réseau Mondial pour l'Économie de l'Apprentissage (Globelics), l'Innovation et les Systèmes de Construction de Compétences.
Domaines clés de recherche :
- Établir la zone de recherche méditerranéenne sur la connaissance, l'apprentissage, l'innovation et les systèmes de construction de compétences ;
- Étudier l'Approche d'Innovation pour l'Intégration et le Développement de la région méditerranéenne ;
- Systèmes d'Innovation Inclusifs et Durables dans la région ;

L'Innovation pour faire face à l'impact de la Mondialisation dans la région méditerranéenne.
MEDAlics a mis en place et maintient un système de gestion qui respecte les normes ISO 9001:2008 (Systèmes de management de la qualité) pour les activités de recherche et développement dans les sciences socio-économiques et les domaines de l'ingénierie (EA34).

## Réputation
L'Université pour Étrangers "Dante Alighieri" à Reggio Calabria a été reconnue comme l'une des meilleures universités d'Italie, selon le Classement Mondial des Universités StuDocu 2020. Cette enquête, menée par la startup néerlandaise StuDocu auprès de 100 000 étudiants de plus de 27 pays, a classé l'université quatrième en Italie et 28e en Europe. L'institution se distingue par son engagement de longue date en faveur de l'inclusion et de l'échange interculturel, avec 20 % de ses étudiants venant de pays comme l'Amérique Latine, la Russie et l'Égypte.
Cette réussite est particulièrement significative car elle reflète les opinions directes des étudiants, l'université étant la seule du Sud de l'Italie à figurer parmi les dix premières. D'autres universités italiennes de premier plan incluent la Bocconi à Milan et l'Université de Camerino, En 2024, le taux d’inscrits est augmenté du 4% par rapport à l’année précédente.